# Ratpenat d'Ikónnikov
El ratpenat d'Ikónnikov (Myotis ikonnikovi) és una espècie de ratpenat de la família dels vespertiliònids que es troba a la Sibèria oriental, l'illa de Sakhalín, el Japó i la península de Corea.